# Compañía Trasatlántica Española

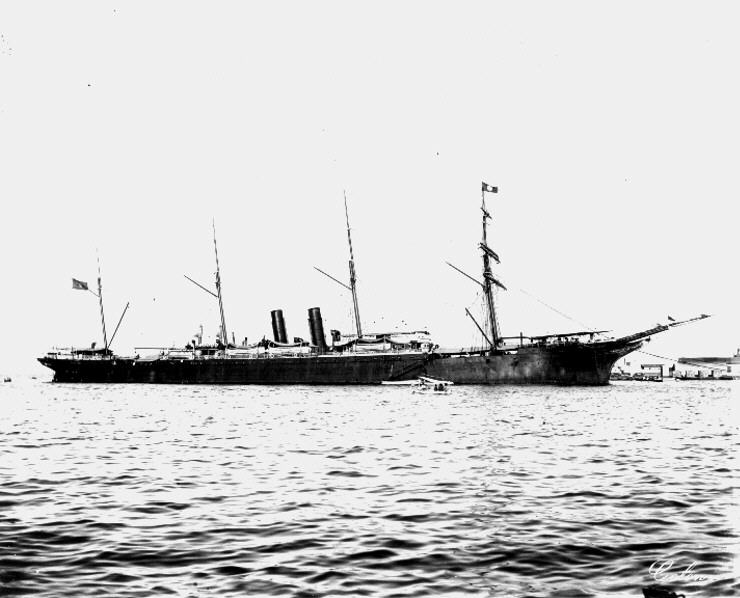
El Colón en Port Said. Este buque de la Compañía Trasatlántica Española tomó parte en el malogrado intento de romper el bloqueo americano de Filipinas durante la guerra del 98.

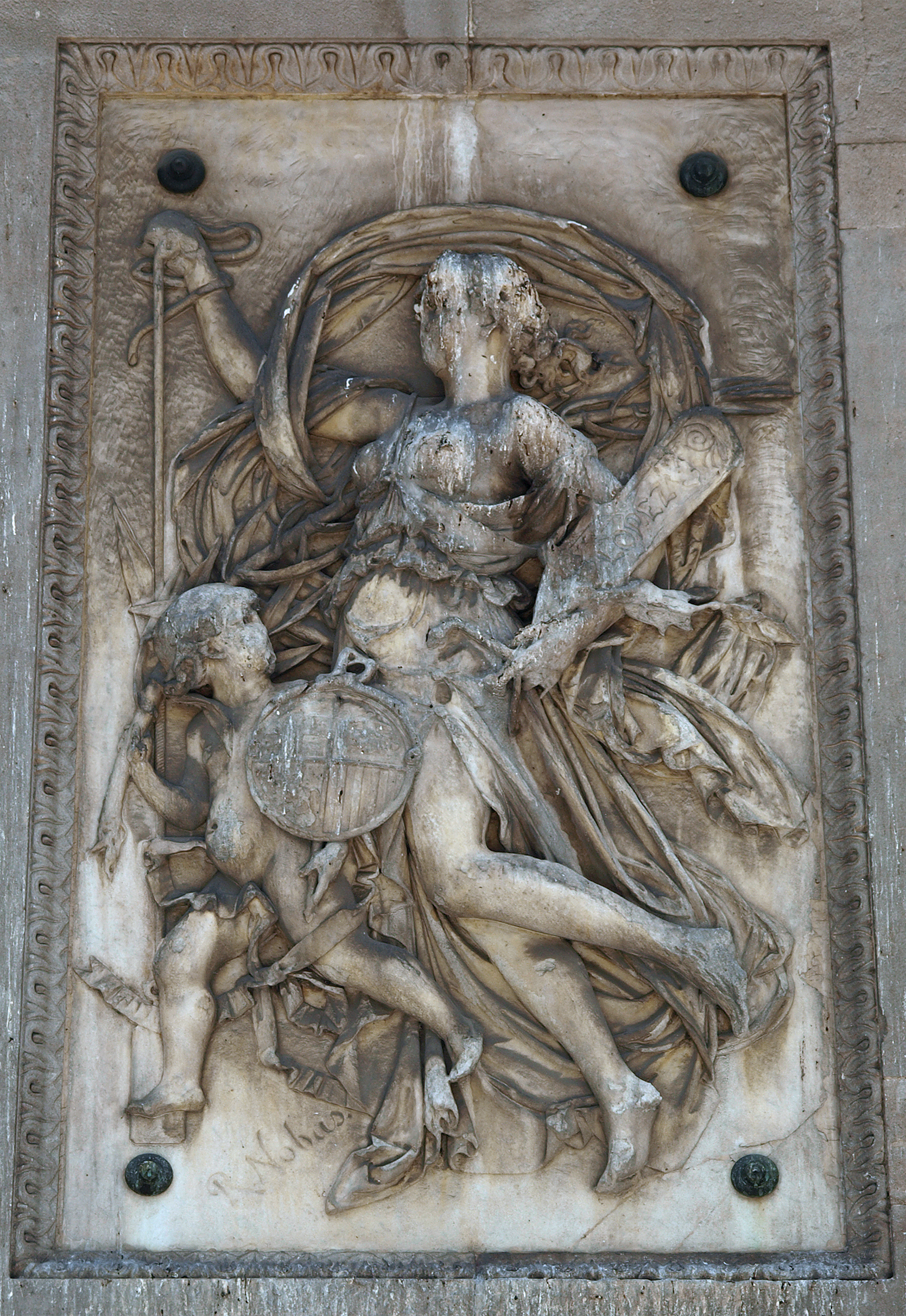
Relieve alegórico dedicado a la Compañía Trasatlántica Española, realizado por Rossend Nobas en el Monumento a Antonio López y López.

La Compañía Trasatlántica Española, (CTE), o simplemente «La Trasatlántica», fue una empresa de transporte marítimo en grandes buques transoceánicos. Es mencionada a veces como «Compañía Transatlántica Española». En documentos en inglés aparece a menudo como Spanish Line y como Compania Trasatlantica Espanola (sin tildes y sin la eñe).
En los primeros años del siglo XX tuvo una rivalidad con la Naviera Pinillos. Esta compañía tuvo edificios de valor arquitectónico en Santander, donde se hallaba la sede de la empresa, y en Barcelona, donde residía su fundador, Antonio López y López, después de su matrimonio con Luisa Bru Lassús.

## Historia
La Trasatlántica tiene su precedente en la "Compañía de Vapores Correos A. López", fundada en Cuba en 1849 por los empresarios españoles Antonio López y López y Patricio de Satrústegui y Bris, con un vapor de 400 toneladas. En enero de 1857 fue refundada por tres parejas de hermanos: contándose los mismos Antonio y Patricio, junto a sus respectivos hermanos, Claudio López y López y Joaquín Marcos de Satrústegui y Bris, a los que se sumaron dos primos de los Satrústegui, Joaquín y Carlos Eizaguirre y Balli. De entre todos ellos fue Antonio López y López quien se erigiría como principal cabeza visible de la compañía.
En 1861 consiguen la concesión de los contratos de transporte de pasaje y correo entre España, Cuba, Puerto Rico y Santo Domingo, a lo que se añadió el traslado de soldados a Santo Domingo (1863-1865) y a Cuba durante la Guerra de los Diez Años (1868-1878). El tamaño de la flota fue creciendo al hilo de la expansión de la compañía, que se cimentó en buena medida en una estrategia relacional y de pactos con los gobiernos de la Restauración. En 1878, la naviera contaba con 13 vapores para sus líneas regulares desde Santander y Cádiz a Cuba y Puerto Rico. En consideración a los importantes servicios prestados por la compañía, así como a otros servicios personales prestados por algunos de sus gerentes, el rey Alfonso XII le concede el 3 de julio de 1877 el título de barón de Satrústegui a Joaquín Marcos de Satrústegui y Bris, y el 3 de julio de 1878 el título de Marqués de Comillas a Antonio López y López. También en 1877 el rey Alfonso II visita las nuevas instalaciones del Dique de Matagorda en Puerto Real para la reparación de los navíos a vapor de la flota, actualmente consideradas bien de interés cultural.
En 1881 la compañía A. López se transforma en sociedad anónima y pasa a llamarse Compañía Trasatlántica. En 1883 fallece Antonio López y su hijo Claudio López Bru toma las riendas de la empresa. En la agenda de la Junta Directiva que preside se incluyó la negociación de un contrato que se firmó en 1887 y que supuso un notable aumento de ayudas a la Trasatlántica para la subvención de líneas. Se prolonga así el servicio que llegaba a Cuba hasta Veracruz, Nueva York y Colón y se crea uno nuevo a los puertos del Río de la Plata (Buenos Aires y Montevideo). Se establece otro de Vigo a Colón con escalas en Puerto Rico, La Habana, Santiago de Cuba, La Guaira y otros puertos del Caribe, partiendo los vapores unas veces de Liverpool y Le Havre, y otras de Génova y Barcelona. Pero, según información de la propia compañía, no dio buenos resultados y fue suspendido en 1891.

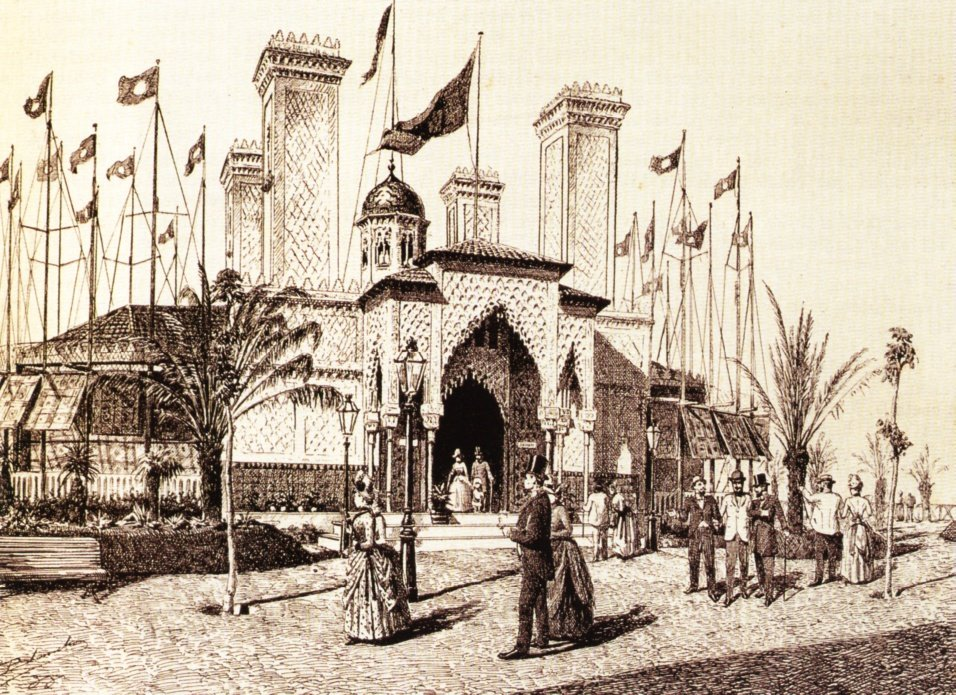
Pabellón de la Compañía Trasatlántica, obra de Antoni Gaudí, construido para la Exposición Universal de Barcelona de 1888.

En los actos de Celebración del IV Centenario del Descubrimiento de América, en 1892, la Trasatlántica ofreció sus servicios, y el Vapor Joaquín Piélago, que había sido botado ese año, participó en la fiesta naval que se celebró en Huelva, distinguiéndose entre las casi cien embarcaciones de diferentes nacionalidades que rindieron honores a Colón, sirviendo como hotel flotante a los invitados extranjeros. En ese año, la empresa tenía siete líneas —tres a América, tres a África y una a Filipinas— y 211 agencias en todo el mundo.
En 1894 la flota de Trasatlántica crece hasta la cantidad de 33 buques con un total de 93.500 TRB (toneladas de registro bruto).
En 1898 la Compañía Trasatlántica sufre los nefastos efectos de la Guerra hispano-estadounidense y la pérdida de las últimas colonias de ultramar que tanto aportaron a las arcas de la empresa. Muchos barcos de esta compañía cooperaron con la Armada Española durante la guerra. Fueron utilizados para llevar carga a Cuba, Filipinas y Puerto Rico, intentando con ello romper el bloqueo impuesto por los Estados Unidos a España. Algunos buques tuvieron éxito y consiguieron burlar el boqueo, mientras que otros fueron hundidos o hubieron de abandonar el intento. Muchos otros barcos de la Compañía Transatlántica fueron utilizados como cruceros auxiliares en las distintas flotas de guerra españolas.
No obstante, en esos años la firma no dejó de hacer buenos negocios, trasladando grandes contingentes de inmigrantes a Río de Janeiro, Montevideo y Buenos Aires. Y en 1899 añadió un servicio que zarpaba de Liverpool y seguía por La Coruña, Vigo, Oporto, Lisboa, Cádiz, Las Palmas, Río de Janeiro, Montevideo, Buenos Aires, Punta Arenas, Coronel y destino final en Valparaíso. América crecía en importancia en la cartera de negocios de la Trasatlántica, que envió agentes a distintas repúblicas para hacer trabajos de sondeo y propaganda.

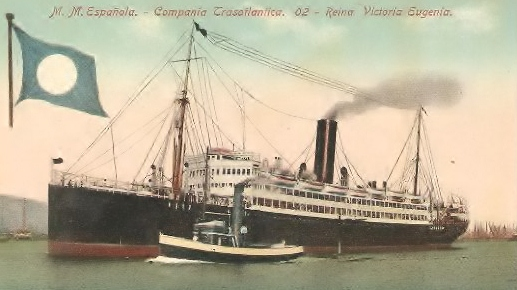
Postal de la C.ª Trasatlántica del vapor Reina Victoria Eugenia, hacia 1913.

La Ley de Comunicaciones del 14 de junio de 1909, apoyada por el presidente del Consejo de Ministros Antonio Maura, incrementó aún más los privilegios que gozaba la Trasatlántica mediante la remodelación del sistema de primas y subvenciones. La justificación política esgrimida fue que era la manera de contar con una compañía española en condiciones de competir con las extranjeras. Los nuevos incentivos hicieron que la C.ª Transatlántica encargara dos vapores de 145 metros de eslora y 10.500 Tm de registro y 15.400 Tm de desplazamiento: el Infanta Isabel de Borbón y el Reina Victoria Eugenia. Construidos en Escocia e Inglaterra respectivamente, causaron sensación por su velocidad, potencia, tamaño y lujosas instalaciones. Se encontraban entre los mayores de la flota española, siendo ensalzados por la prensa de la época.
La Primera Guerra Mundial trastornó el funcionamiento de las líneas regulares de navegación. La C.ª Transatlántica sin embargo, no vio alteradas sustancialmente sus actividades. El episodio más notable se produjo en 1918 cuando el Reina Victoria Eugenia fue obligado a fondear en Gibraltar para ser inspeccionado por el Almirantazgo británico. Los servicios de inteligencia británicos sospechaban que a bordo iban dos pasajeros alemanes en edad militar; sin embargo, se trataba de civiles que viajaban bajo pabellón neutral.
La neutralidad española durante la guerra permitió continuar la navegación de la Trasatlántica la cual con muchos riesgos logró que la bandera azul y blanca fuese casi el "único correo del mundo" según palabras del escritor Salvador Rueda:

Transportaba de nación a nación las familias aterradas, los hombres costernados que huían, las almas impulsadas por la locura ... entre los temblores que resquebrajaban la tierra.

A veces, en las noches epilépticas, llenas de sobresaltos, en las noches del mar, buques enmascarados, con sus luces apagadas, "¡Alto!", nos decían. "¿Quién va?" Contestación de nuestro navio: "¡España!" Y entonces, una vuelta de los buques fantasmas en derredor nuestro, un saludo en inglés, o en alemán o en francés, y esta frase, que hacía llenarse los ojos de lágrimas: "¡Paso a España!"

En 1920, pasados los difíciles años de la guerra, la Compañía Transatlántica lleva a cabo una considerable expansión y modernización de la flota con la Sociedad Española de Construcción Naval (SECN). Se construyen buques de pasajeros bien equipados y con todas las comodidades que hacen que la Transatlántica pueda competir con las mejores navieras transoceánicas del mundo. Muchos viejos barcos de vapor de la flota son desarmados y dados de baja, sustituidos por buques equipados con motores de combustión interna. A pesar de esto, a los transatlánticos de la compañía se les seguiría conociendo afectuosamente como «vapores» durante las décadas siguientes.
En medio del proceso de modernización, una coyuntura poco favorable vuelve a afectar a la Compañía. La crisis general de los negocios de navegación en la década de 1920 se tradujo en un descenso de los fletes y del transporte de pasajeros. En las postrimerías de la Restauración, la Junta de Gobierno de la Trasatlántica logró la promulgación del Real Decreto del 14 de febrero de 1922 que aumentaba las subvenciones establecidas en la Ley de Comunicaciones de 1909. Además, se permitió la entrada en el equipo directivo de personalidades del mundo financiero, que dieron un respiro al balance de resultados, pero que quebraron con su ingreso la estructura tradicional de la corporación.
Claudio López Bru, segundo Marqués de Comillas, fallece en 1925. En los años siguientes la Compañía se vería afectada por la crisis mundial de 1929 y por la proclamación de la Segunda República Española, cuyos gobernantes no favorecieron a una empresa de significativas connotaciones sociales, económicas y políticas. Por Decreto del 5 de mayo y Ley del 23 de julio de 1932 se rescindió el contrato vigente entre la empresa y el Estado. Así, la coyuntura política y económica obligó a cancelar servicios y suprimir líneas, como las de Montevideo y Buenos Aires, que fueron adjudicadas a la naviera Ybarra.

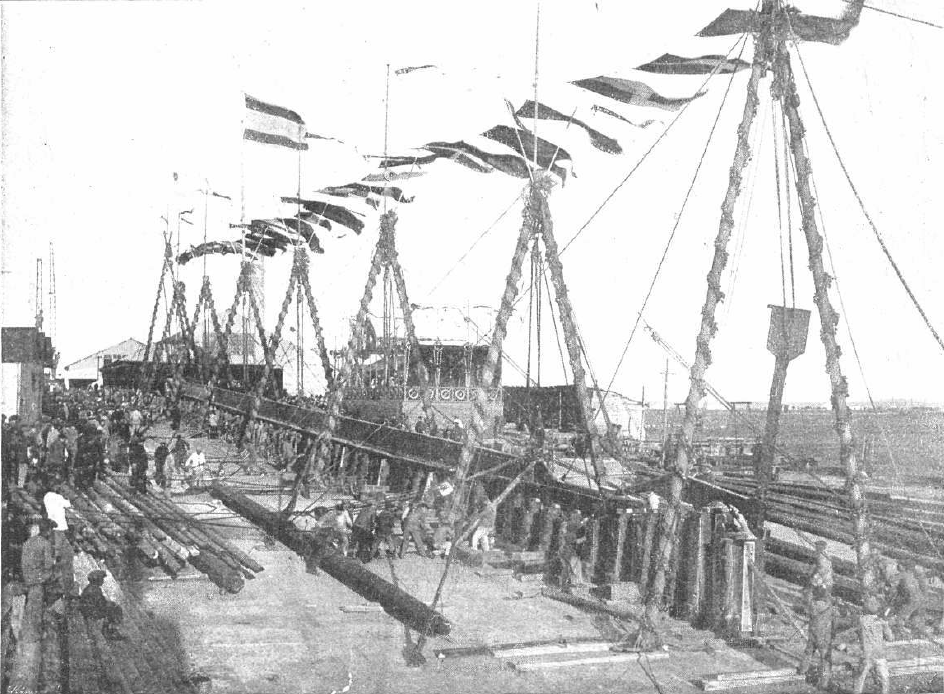
Colocación de la quilla del primero de una serie de veinte buques destinados a la CTE en 1914.

También, con la proclamación de la Segunda República, a algunos buques de la Compañía Transatlántica se les ha de cambiar el nombre por razones políticas. El buque Alfonso XIII, por ejemplo, pasa a llamarse Habana.
En julio de 1936, al comenzar la guerra civil española, se suspenden muchas de las líneas restantes debido a la confusión reinante. Varios buques de la Trasatlántica son hundidos durante el conflicto, por los combatientes de ambos bandos, y otros son requisados por los gobiernos de otros países.
En 1939, a pesar de restablecer el servicio a Nueva York en el mismo año, la Compañía Trasatlántica tarda en reponerse de las pérdidas sufridas. El inicio de la Segunda Guerra Mundial casi inmediatamente después de los duros años de la guerra civil impide el crecimiento de la empresa. A principios de los cincuenta la Trasatlántica va recuperándose paulatinamente, más el alivio iba a durar muy poco.
Durante los años sesenta, tras la llegada de los primeros grandes aviones de línea a reacción, como el Boeing 707, se popularizan y extienden las líneas aéreas, con lo cual la suerte de la Compañía Trasatlántica Española sufre un durísimo golpe. Las acciones y la inversión caen en picado. Entre el final de esta década trágica para la compañía y 1974, la CTE liquida prácticamente toda su flota. Unos de los últimos grandes transatlánticos de lujo de los que se deshizo la empresa fueron el Virginia de Churruca y el Satrústegui, que fueron vendidos a la Trasmediterránea, rebautizados Isla de Formentera e Isla de Cabrera y puestos a hacer servicios de ferry. Las ganancias de esas apuradas ventas fueron mínimas. 
En 1978 la Trasatlántica, despojada ya de sus lujosos navíos, se integra en el Instituto Nacional de Industria. Desaparecida la división de pasaje, la compañía pasó a dedicarse en exclusiva al transporte de mercancías. En 1994 la compañía fue privatizada, siendo adquirida por Naviera Odiel. Pasó a explotar líneas regulares entre la Península y Canarias, Italia, Grecia y Turquía. En 2007 el grupo Odiel fue adquirido por la sociedad de inversión Lajavi. En 2010 la Trasatlántica entró en concurso de acreedores y en 2012 la sociedad se disolvió por decisión judicial.

## Sede en Barcelona

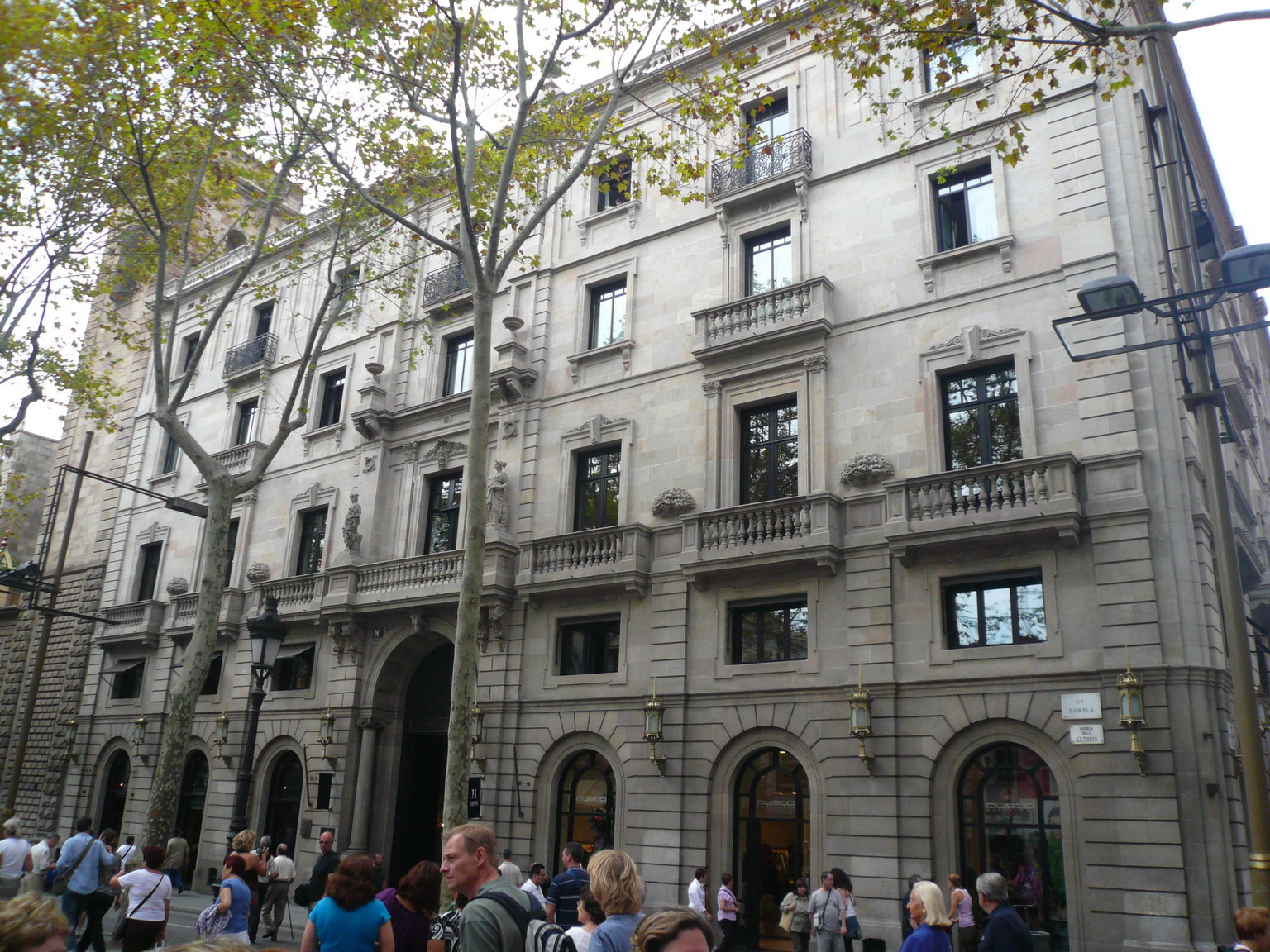
Antigua sede de la compañía en Barcelona.

A mediados del siglo XIX, el edificio que hoy alberga el Hotel 1898 era un seminario conciliar, hasta que en 1880 el arquitecto José Oriol Mestres lo proyectó como residencia particular de Antonio López y López, marqués de Comillas, quién tenía también allí su negocio familiar: la Compañía Transatlántica. De ella se conservan aún las iniciales en la puerta de La Rambla. En 1929 el edificio se convirtió en la sede de la Compañía General de Tabacos de Filipinas, propiedad también de los Marqueses de Comillas, y experimentó una profunda remodelación de la mano de Josep Maria Sagnier Vidal y Josep Maria Ribas. Justo entonces se abrió a la calle Xuclà, en cuya esquina se encuentra la escultura de Mariano Fortuny, obra de los hermanos Miquel y Llucià Oslé e indisolublemente vinculada a la estructura del edificio desde 1942.
La fachada de La Rambla data de 1880 y está construida con piedra natural de la montaña de Montjuic. En ella destacan dos esculturas alegóricas que encarnan El Comercio y Ultramar, con la forma de Hermes y la Diosa de la Fortuna, esta siempre representada con un timón de barco. Ambos símbolos atestiguan los vínculos comerciales de Barcelona con las colonias españolas en ultramar. La fachada de la calle Pintor Fortuny solo conserva de 1880 los tres primeros arcos, realizados también en piedra natural de Montjuïc. En este mismo lado destaca la cornisa donde se lee el nombre de la Compañía General de Tabacos de Filipinas, como un claro testimonio del pasado más inmediato de la edificación.
En el año 2005 se terminaron las obras de reforma que la empresa Núñez y Navarro, actual propietaria del edificio, realizó para recuperar el esplendor del edificio y convertirlo en un hotel de lujo con spa y diversas piscinas.

## Buques famosos de la CTE
La Transatlántica llegó a tener una moderna y lujosa flota de vapores y  transatlánticos en periodo de esplendor a comienzos del siglo XX, cuando esta ruta era la más floreciente. En esa época tuvo una rivalidad con la Naviera Pinillos.
El Vapor Colon, este buque de la Compañía Trasatlántica Española tomó parte en el malogrado intento de romper el bloqueo americano de Filipinas durante la guerra del 98.
| Nombre                   | Astillero                                           | Botado | Baja | Notas | imagen |
| ------------------------ | --------------------------------------------------- | ------ | ---- | --- | ------ |
| Patricio de Satrústegui  | A & J. Inglis Glasgow                               | 1889   | 1928 | Llamado Tara, hasta su adquisición por Trasantlática en 1894 cuando fue renombrado como Patricio de Satrústegui. Desguazado en 1928 en el puerto de Génova, Italia. |        |
| Alfonso XIII             | William Denny & Bros                                | 1889   | 1915 | Construido en 1889. La tripulación del Alfonso XIII participó en el desastre del Cabo Machichaco, que explotó en Santander el 3 de noviembre de 1893 produciendo más de 500 muertos, 32 tripulantes del Alfonso XIII perecieron. Entre 1896 y 1898, debido a la Guerra de Independencia cubana se incorporó a la Armada Española. la entrada de EE. UU. en el conflicto, el 12 de mayo de 1898 fue alcanzado cuando una escuadra norteamericana bombardeó San Juan de Puerto Rico. Después de la guerra participó en la evacuación de las tropas españolas del Caribe y Filipinas hasta 1899 cuando de nuevo volvió al servicio con la CTE. Se hundió accidentalmente en Santander el 5 de febrero de 1915 debido a una tormenta. |        |
| Alfonso XII              | AG Vulcan, Stettin                                  | 1890   | 1926 | Vapor alemán construido en 1890 con el nombre de Havel. Comprado por el gobierno español en 1898 con el nombre de Meteoro para ser reconvertido en crucero auxiliar en la guerra hispano-estadounidense, aunque sirvió como transporte de tropas. Tras el fin de esa guerra fue vendido en 1899 a la CTE, que lo renombró como Alfonso XII. Desguazado en Italia en 1926. |        |
| Teide                    | Aktien-Gesellschaft Vulcan Stettin                  | 1895   | 1932 | Vapor alemán botado en 1895 con el nombre de Crefeld. Debido a los hundimientos que provocaron los submarinos alemanes en la Primera Guerra Mundial contra la marina mercante neutral española el gobierno alemán tras la guerra donó varios buques al gobierno español. Llamado temporalmente España n.º 4. Vendido en 1924 a la Compañía Trasmediterránea por un precio de 902 000 pesetas junto con el España n.º 2. Renombrado como Teide. Hundido en la isla de Fernando Poo (entonces Guinea Española) cuando encalló el 8 de junio de 1932 en Punta Oscura, sin lamentar muertos. |        |
| Carlos de Eizaguirre     | Sir Rayiton Dixon & C° Ltd                          | 1903   | 1917 | Hundido durante la Primera Guerra Mundial el 26 de mayo de 1917 al chocar contra una mina marina frente a Ciudad del Cabo (Sudáfrica). 134 muertos. |        |
| Reina Victoria Eugenia   | Swan, Hunter & Wigham Richarson de Wallsend-on-Tyne | 1912   | 1945 | A principios de la década de 1930, fue rebautizado como Argentina. Fue requisado como barco prisión en 1934, y a partir de ahí fue utilizado con ese fin y después como pontón hasta su desguace en 1945. |        |
| Infanta Isabel de Borbón | William Denny & Bros. Dumbarton                     | 1913   | 1942 | A principios de la década de 1930, fue rebautizado como Uruguay. Fue requisado como barco prisión en 1934, hundido parcialmente por un bombardeo de la Aviación Nacional en 1939 durante la guerra civil española, y posteriormente fue reflotado y desguazado en 1942 en Valencia. |        |
| Santa Isabel             | Sociedad Española de Construcción Naval             | 1916   | 1921 | Hundido accidentalmente el 2 de enero de 1921 debido a que choca contra los bajos de Meixides (cerca de la isla de Sálvora, ría de Arosa, Galicia) en medio de una tormenta. 213 fallecidos. |        |